# Big Brother 2015
Big Brother Maktspelet 2015 var den tionde säsongen av svenska Big Brother där Adam Alsing åter var programledare.
Detta år försökte castingen hitta deltagare med lite annorlunda och mer spännande livshistorier. Många av dem hade trott att de sökt till en ny dokusåpa som hette "Projekt X" där fokusen mer låg på tävlingar och det sociala experimentet och fick först reda på att de sökt till Big Brother då de kom på en intervju.
En del i den nya versionen var att en av deltagarna utsågs till maktspelare (har förekommit tidigare i den amerikanska versionen av Big Brother) vilket kunde innebära en möjlighet att styra spelet.
Denna säsong var den kortaste hittills då spelarna var i huset i 71 dagar (Likt den brittiska versionen som brukar vara mellan 65 och 75 dagar). Till skillnad från föregående år så var denna säsong inte en samproduktion mellan norska och svenska Big Brother, utan endast en svensk version. Dock visades programmen fortfarande på norsk TV.
Tio spelare gick den 11 oktober in i huset utanför Spånga för att tävla om en vinst på 500.000 svenska kronor.
Under andra veckan av Maktspelet började massmedia, med Dagens Media i spetsen, rapportera om tappade tittarsiffror, trots att premiäravsnittet hade satt tittarrekord för Kanal 11.

## Spelare i Big Brother-huset
Timmarna innan premiären presenterades de första 10 spelarna på Big Brothers officiella hemsida. Dag 3 kom det in ytterligare 3 nya spelare till huset som jokrar. De 6 sista jokrarna kom in i huset dag 7, varav tre av dem innan medverkat i den svenska versionen av TV-programmet Ex on the Beach.
Dag 6 blev Alex och Karin blev de första spelarna - någonsin i Svensk Big Brother historia - som utifrån en annan spelares beslut, fick lämna huset.
Ytterligare en spelare åkte dag 52 ut på grund av två andra spelares beslut. Under föregående söndagens Live trodde Puffen och André att de blivit utröstade. Istället hade TV-tittarna valt in dem till "Paradis-rummet" där de genom en TV kunde följa Big Brother 24/7. Under dagarna i Paradis-rummet skulle de dessutom ta ett mycket svårt beslut, de skulle välja en annan deltagare att skicka ut. Efter tre dagar kom de, till alla andra spelares förvåning, tillbaka in i huset och berättade att Sara tyvärr var den som var tvungen att lämna huset.
Den 20 december, efter 71 dagar i huset, korades Christian Sahlström till vinnare av Big Brother Maktspelet.
| Deltagare                        | Ålder | Stad                 | In i huset (dag) | Lämnade huset (dag) | Anmärkning |
| -------------------------------- | ----- | -------------------- | ---------------- | ------------------- | --- |
| Alex Flores                      | 26    | Rönninge             | 1                | 6                   | Originalspelare Utvald av Troy att lämna huset |
| Andreas "Andie" Vedenqvist       | 23    | Kristianstad         | 7                | 28                  | Joker/Wildcard (Ex on the Beach) Utröstad av tittarna |
| André Nordenberg                 | 26    | Västervik            | 3                | 66                  | Joker/Wildcard Utröstad under finalveckan av tittarna |
| Alexander Maxén                  | 24    | Göteborg             | 7                | 42                  | Joker/Wildcard Maktspelare dag 13-20 Utröstad av tittarna |
| Anna-Larissa "Anna-Lisa" Herascu | 19    | Olofström            | 7                | 56                  | Joker/Wildcard (Ex on the Beach) Maktspelare dag 42-49 |
| Christian Sahlström              | 26    | Bandhagen            | 1                | 71                  | Originalspelare Utvald av Lina att sitta säkert till final Maktspelare dag 49-56 Vinnare av Big Brother Maktspelet |
| Deborah "Debbie" Retamales Yanes | 27    | Karlstad             | 1                | 14                  | Originalspelare. Utröstad av tittarna |
| Elin Nilsson                     | 23    | Sundsvall            | 7                | 21                  | Joker/Wildcard Utröstad av tittarna |
| Isabella Kino                    | 25    | Helsingborg          | 7                | 71                  | Joker/Wildcard Maktspelare dag 35-42 Satt i finalen, slutade på 3:e plats |
| Linnea Vall                      | 25    | Falkenberg/Södermalm | 1                | 47                  | Originalspelare Maktspelare dag 21-28 Valde självmant att lämna tävlingen |
| Sara Bolay                       | 24    | Göteborg             | 7                | 52                  | Joker/Wildcard (Ex on the Beach) Maktspelare dag 7-13 Vald av André och Puffen att lämna huset |
| Sasa Jensen                      | 42    | Solna                | 1                | 24                  | Originalspelare Lämnade huset frivilligt av personliga skäl. |
| Sergio Benvido                   | 26    | Västerås             | 1                | 71                  | Originalspelare Maktspelare dag 28-35 Satt i finalen, slutade på 5:e plats |
| Troy James                       | 29    | Husby                | 1                | 35                  | Originalspelare Maktspelare dag 5-7 Utröstad av tittarna |
| Karin Ström                      | 27    | Liljeholmen          | 3                | 6                   | Joker/Wildcard Utvald av Troy att lämna huset |
| Per-Olof "Puffen" Masgård        | 28    | Vestby, Norge        | 3                | 71                  | Joker/Wildcard Satt i finalen, slutade på 2:a plats |
| Myrna Österlund                  | 27    | Vårby Gård           | 1                | 63                  | Originalspelare Utröstad av tittarna |
| Lina Sjöberg                     | 27    | Gävle                | 1                | 61                  | Originalspelare Maktspelare dag 1-5 Lämnade huset efter en omröstning på Big Brothers hemsida om vem som borde gå. De som fick mest röster var Lina och André som då fick bestämma sinsemellan vem som borde stanna i huset. |
| Patricia Elmqvist                | 32    | Malmö                | 1                | 71                  | Originalspelare Utvald av Lina att ha en stående nominering varje vecka Isabella valde dock under sin maktvecka att ta bort denna nominering Satt i finalen, slutade på 4:e plats                                            |